# Bally's Las Vegas
O Bally's Las Vegas é um hotel e cassino localizado na Las Vegas Strip em Paradise, Nevada. O lugar é operado pela empresa Harrah's Entertainment.

## História
Em 26 de janeiro de 2022, a Caesars anunciou que a propriedade seria renomeada Horseshoe Las Vegas como parte de um projeto de renovação de vários milhões de dólares, incluindo renovações exteriores, novos restaurantes e uma reformulação do piso do cassino. Bally's permaneceu aberto durante o trabalho de renovação, que excluiu os quartos de hotel.
Horseshoe Las Vegas é nomeado após o Binion's Horseshoe original, que foi renomeado Binion's Gambling Hall em 2005. O rebranding do Bally's entrou em vigor em 15 de dezembro de 2022, com as mudanças finais ainda sendo feitas na parte externa. Uma cerimônia foi realizada em 24 de março de 2023, marcando a conclusão do rebranding.
A obra de renovação incluiu novos papéis de parede, pintura e carpetes. O piso do cassino recebeu um novo layout espaçoso, e a sala de pôquer foi atualizada para incluir 4 novas mesas, totalizando 18. A casa de apostas esportivas foi realocada para o piso principal do cassino, e a localização original foi convertida em um fliperama de videogames com mais de 80 jogos. Uma vitrine com notas de [$10,000], anteriormente exibida por décadas no Binion's Horseshoe, foi restaurada no novo Horseshoe. Vários novos restaurantes foram adicionados, incluindo o Jack Binion's Steak. Ele substituiu o BLT Steak, que fechou durante a pandemia de COVID-19 em Nevada e nunca reabriu. O chef Guy Fieri abriu o Flavortown Sports Kitchen, e o chef Martin Yan operou brevemente um restaurante asiático, M.Y. Asia, durante 2023. Foi o primeiro restaurante de Martin Yan em Las Vegas, mas fechou após cinco meses.
Em 2022, Bally's e Paris tornaram-se as primeiras propriedades da Strip a sediar a World Series of Poker, um evento anual que estreou no Binion's Horseshoe em 1970. O evento retornou a Paris e ao Horseshoe renomeado em 2023.
Em 2023, a Caesars anunciou planos para renovar a Torre Jubilee (a ser renomeada como Torre Versailles) e incorporá-la ao Paris Las Vegas até o final do ano, reduzindo assim o número de quartos no Horseshoe.